# Седес
Седес или Терми (на гръцки: Θέρμη, до 1926 година Σέδες, Седес) е градче в Гърция, център на дем Седес, област Централна Македония с 11 360 жители (2001).

## География
Градът е разположен в северозападната част на Халкидическия полуостров, на 15 километра югоизточно от Солун. В градчето е Летище Седес.

## История

### В Османската империя
Седеската джамия е от края на XVII – началото на XVIII век. В края на XIX век Седес е чифлик в Солунска кааза на Османската империя. Александър Синве („Les Grecs de l’Empire Ottoman. Etude Statistique et Ethnographique“) в 1878 година пише, че в Седес (Sédès), Касандрийска епархия, живеят 250 гърци. В „Етнография на вилаетите Адрианопол, Монастир и Салоника“, издадена в Константинопол в 1878 година и отразяваща статистиката на населението от 1873 година, Седице (Seditze) е посочено като село в Солунска каза с 35 домакинства и 160 жители българи.
В 1900 година според Васил Кънчов („Македония. Етнография и статистика“) в Седес живеят 200 българи християни. По данни на секретаря на Българската екзархия Димитър Мишев („La Macédoine et sa Population Chrétienne“) в 1905 година в Седес (Sedés) има 135 жители гърци.
Според доклад на Димитриос Сарос от 1906 година Седес (Σέδες) е славяногласно село в Касандрийска митрополия с 65 жители с гръцко съзнание. В селото работят гръцко начално смесено училище с 4 ученици и 1 учител.

### В Гърция
В 1913 година Седес попада в Гърция. В него постепенно са заселвани гърци бежанци от България и Турция. Първите бежанци започват да идват в 1914 година от Мандрица (60 семейства) и Източна Тракия (Турио, Кюпли, Фенер и Цариград). В 1924 – 25 година пристигат 73 семейства от Станимашко – предимно от Горни Воден, а в 1926 година пристигат 64 семейства от Понт, 27 семейства от Западна Мала Азия, 20 от Тракия и 4 от Кавказ. След 1920 година се заселват и няколко семейства власи и каракачани.
В 1926 година селището е прекръстено на Терми. В 1928 година Терми е представено като смесено местно-бежанско селище със 181 бежански семейства и 763 души бежанци.